# Glenea erythrodera
Glenea erythrodera là một loài bọ cánh cứng trong họ Cerambycidae.